# Seis Naciones M21 2007
El Seis Naciones M21 de 2007 fue la decimoquinta edición del torneo de rugby para menores de 21 años.
Fue la última edición en categoría para menores de 21 años. en la temporada 2008 fue reemplazado por el Seis Naciones M20.

## Equipos participantes
- Selección juvenil de rugby de Escocia (Escocia M21)
- Selección juvenil de rugby de Francia (Francia M21)
- Selección juvenil de rugby de Gales (Gales M21)
- Selección juvenil de rugby de Inglaterra (Inglaterra M21)
- Selección juvenil de rugby de Irlanda (Irlanda M21)
- Selección juvenil de rugby de Italia (Italia M21)

## Posiciones
| Pos. | Equipo     | Encuentros | Encuentros | Encuentros | Encuentros | Tantos  | Tantos    | Tantos     | Puntos Totales |
| Pos. | Equipo     | jugados    | ganados    | empatados  | perdidos   | a favor | en contra | diferencia | Puntos Totales |
| ---- | ---------- | ---------- | ---------- | ---------- | ---------- | ------- | --------- | ---------- | -------------- |
| 1    | Irlanda    | 5          | 5          | 0          | 0          | 116     | 70        | +46        | 10             |
| 2    | Francia    | 5          | 4          | 0          | 1          | 185     | 58        | +27        | 8              |
| 3    | Inglaterra | 5          | 2          | 1          | 2          | 101     | 81        | +20        | 5              |
| 4    | Italia     | 5          | 2          | 0          | 3          | 87      | 139       | -52        | 4              |
| 5    | Gales      | 5          | 1          | 1          | 3          | 126     | 107       | +19        | 3              |
| 6    | Escocia    | 5          | 0          | 0          | 5          | 41      | 201       | -160       | 0              |

Nota: Se otorgan 2 puntos al equipo que gane un partido, 1 al que empate y 0 al que pierda

## Resultados

### Desarrollo
| 2 de febrero | Inglaterra | 31 - 5 | Escocia |  |  |

| 2 de febrero | Gales | 15 - 17 | Irlanda |  |  |

| 2 de febrero | Italia | 3 - 42 | Francia |  |  |

| 9 de febrero | Inglaterra | 30 - 10 | Italia |  |  |

| 9 de febrero | Irlanda | 19 - 16 | Francia |  |  |

| 9 de febrero | Escocia | 8 - 56 | Gales |  |  |

| 23 de febrero | Francia | 39 - 13 | Gales |  |  |

| 23 de febrero | Irlanda | 13 - 6 | Inglaterra |  |  |

| 23 de febrero | Escocia | 10 - 27 | Italia |  |  |

| 9 de marzo | Inglaterra | 13 - 32 | Francia |  |  |

| 9 de marzo | Italia | 22 - 21 | Gales |  |  |

| 9 de marzo | Escocia | 8 - 31 | Irlanda |  |  |

| 16 de marzo | Francia | 56 - 10 | Escocia |  |  |

| 16 de marzo | Italia | 25 - 36 | Irlanda |  |  |

| 16 de marzo | Gales | 21 - 21 | Inglaterra |  |  |

| Bandera de Irlanda |
| Campeón Irlanda    |
| Primer título      |